# Шарахалсун
Шарахалсун — аул в Туркменском районе (муниципальном округе) Ставропольского края России.

## Название
По мнению А. А. Володина, автора статьи «Трухменская степь и трухмены» (1905), «название „Шарахалсун“, вероятно, калмыцкое, так как в трухменском языке нет этого слова и трухмены не могут объяснить его»:29.
Доктор филологических наук Е. В. Бембеев в своей научной работе «Калмыцкий субстрат в топонимии Ставропольского края» (2009) также указывает на калмыцкое происхождение топонима Шарахалсун, который может переводиться на русский язык как «жёлтый камыш» (калм. шара «жёлтый» + халсун/хулсун «камыш»).
По версии старожилов наименование современного аула связано с обстоятельствами его переселения на нынешнее место:"На новом месте собрался Джамаат и был совершен обряд жертвоприношения, провозглашена молитва с призывом к Аллаху, чтобы он очистил эту землю от болезни, которая постигла их в 1929 году. В молитве трижды прозвучало «Шарха-Ал» (в переводе с туркменского «Шарха» — болезнь, «Ал» — забери). С этого момента новый аул стал называться Шарахалсун".
Варианты: Шара Халсун, Шархалсун.

## География
Расстояние до краевого центра: 141 км.
Расстояние до районного центра: 20 км.

## История
Основан в 1869 году в урочище Шара-Хулусунь недалеко от впадения Калауса в Маныч:27.
По состоянию на 1 января 1902 года в поселенном ауле Шарахалсун числилось 248 домов с 1358 жителями (из них 777 — мужчины и 551 — женщины):27. В 1903 году надел аула составлял 39 190 десятин земли:63. К 1 января того же года в Шарахалсуне было 2 мектеба с 17 учащимися (из них все — мальчики):58.
По данным за 1920 год, аул входил в Кендже-Кулакскую волость Туркменского района Благодарненского уезда:100.
В 1927 году (по другим данным — в 1929 году) решением Малого Совнаркома аулы Башанта, Нижний Барханчак и Шарахалсун были переселены в окрестности Летней Ставки. В 1933 году Шарахалсун, жителям которого на новом месте пришлось пережить эпидемию чумы, откочевал обратно к Калаусу:101.
В 1937 году аул Шарахалсун переселился к балке Кучерли (совр. Кучерла) на место бывшего аула Чонкей (Човкый):101. В том же году на его территории была создана сельскохозяйственная артель (колхоз) им. Ленина. Первыми председателями колхоза стали А. Дилеков, Д. Токтоньязов, Т. Токалов. В 1948 году образован Исполнительный комитет Шарахалсунского аульного Совета депутатов трудящихся.
В 1956 году Туркменский район был упразднён с передачей территории Петровскому, Благодарненскому и Арзгирскому районам. На 1 марта 1966 года Шарахалсун в административном отношении входил в состав Кучерлинского сельсовета Благодарненского района Ставропольского края:9.
В 1970 году Туркменский район был восстановлен, и Кучерлинский сельсовет со всеми населёнными пунктами (включая Шарахалсун) вновь вошёл в его состав:27.
До 16 марта 2020 года аул входил в упразднённый Кучерлинский сельсовет.

## Население
| 1872  | 1896  | 1900  | 1902  | 1907  | 1925 | 1926 |
| ----- | ----- | ----- | ----- | ----- | ---- | ---- |
| 1583  | ↘1113 | ↘1111 | ↗1358 | ↘1205 | ↘739 | ↘668 |
| 1989  | 2002  | 2010  | 2014  | 2021  |      |      |
| ↗1242 | ↗1554 | ↗1637 | ↘1600 | ↗1620 |      |      |

Национальный состав
По данным Всероссийской переписи населения 2010 года:
| Национальность | Численность | Доля   |
| -------------- | ----------- | ------ |
| трухмены       | 1580        | 96,5 % |
| другие         | 57          | 3,5 %  |
| всего          | 1637        | 100 %  |

## Инфраструктура
- Детский сад № 13[30]
- Средняя общеобразовательная школа № 10[31]
- Сельская библиотека № 13. Открыта 27 мая 1963 года[32]
- В 710 м на северо-восток находится открытое общественное кладбище[33].

## Археология и палеогенетика
- Катакомбное погребение средней бронзы Шарахалсун-6 (майкопская культура[34])[35]. У представителя катакомбной культуры SA6003 (2474—2211 лет до н. э.) из могильника Шарахалсун-6 определили Y-хромосомную гаплогруппу R1b1a2 и митохондриальную гаплогруппу U2e3a[36][37].